# Ітата (річка)
Ітата (ісп. Río Itato) — річка в чилійському регіоні Біобіо. До завоювання Чилі іспанцями Ітата служила природним кордоном між народами мапуче (на півдні) і пікунче (на півночі).
| Чилі | Це незавершена стаття з географії Чилі. Ви можете допомогти проєкту, виправивши або дописавши її. |